# Vasilij Žirov
Vasilij Žirov (* 4. dubna 1974 Balchaš) je bývalý kazachstánský boxer.
Na olympijských hrách v Atlantě roku 1996 získal zlatou medaili v polotěžké váze (do 81 kg). Na této olympiádě získal i Cenu Vala Barkera, což je putovní cena, kterou od roku 1936 uděluje Mezinárodní asociace amatérského boxu (AIBA) pro nejtechničtějšího boxera každé olympiády, bez ohledu na váhovou kategorii a celkové umístění. Na amatérském mistrovství světa získal dva bronzy, ve střední (1993) a polotěžké váze (1995). Bronz má i z Asijských her roku 1994. V roce 1997 přestoupil k profesionálům a i zde se mu velmi dařilo. Stal se profesionálním mistrem světa v polotěžké váze (organizace IBF). Titul držel od 5. června 1999 do 26. dubna 2003. Když v roce 2009 profesionální kariéru ukončil, opouštěl profi ring s bilancí 38 vítězství, 3 prohry a jedna remíza. Žije v Arizoně ve Spojených státech, kde se živí jako trenér boxu.